# 巴扎利亞
49°43′4″N 26°28′15″E / 49.71778°N 26.47083°E

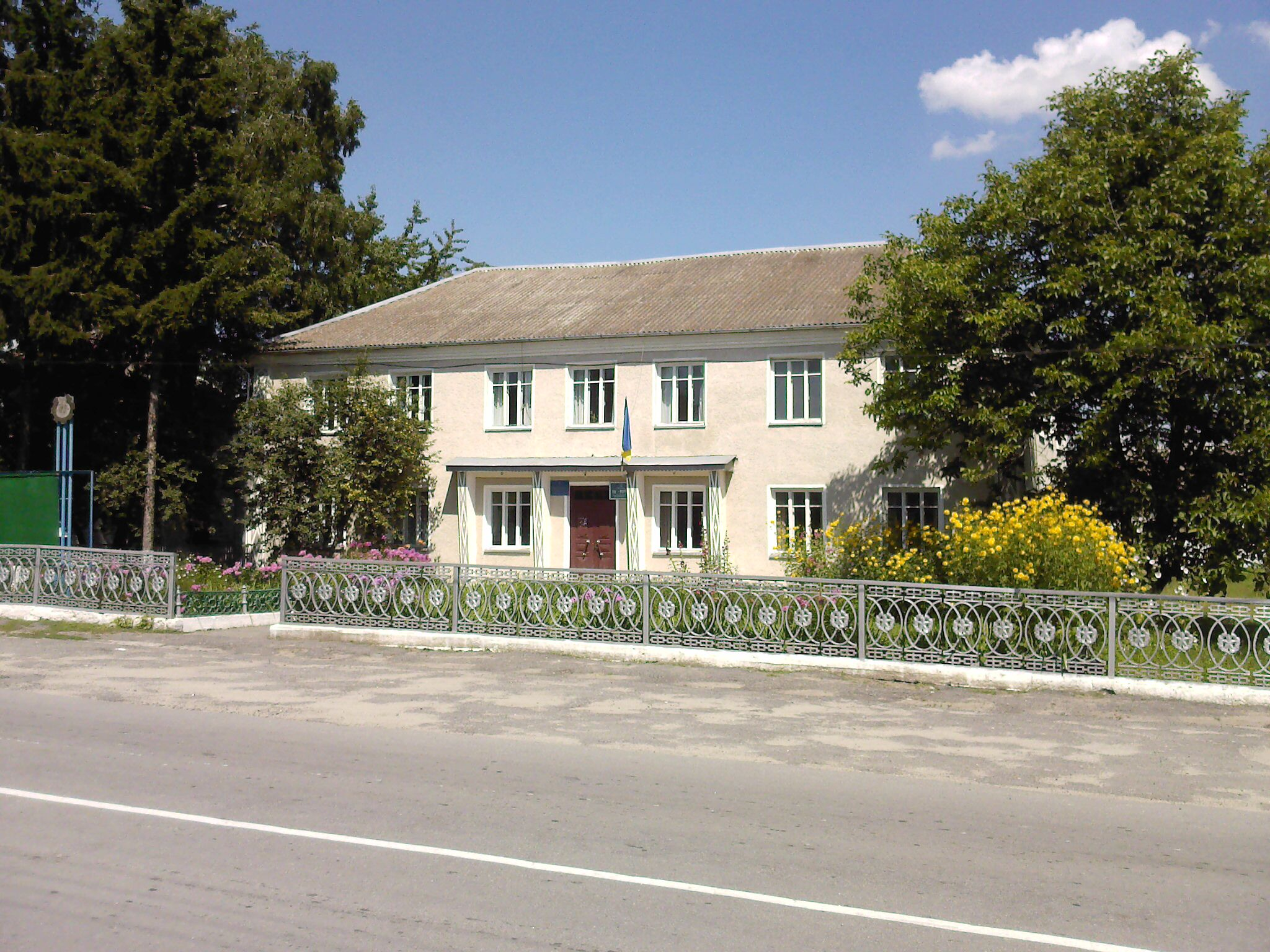

巴扎利亞是烏克蘭的市級鎮，位於該國西部赫梅利尼茨基州，處於斯盧奇河畔，始建於1570年，面積4.70平方公里，2012年人口1,767，人口密度每平方公里375.96人。